# Graciela Martins
Graciela Martins (sinh ngày 5 tháng 4 năm 1987 tại Bissau, Guinea-Bissau) là một vận động viên Bissau-Guinean. Cô đã tham gia cuộc thi 400 m tại Thế vận hội Mùa hè 2012 tại London.
Cô cũng đại diện cho đất nước của mình tại Giải vô địch thế giới năm 2011 về điền kinh. Cô là một huy chương bạc vượt chướng ngại vật 400 mét tại Lusophony Games 2014.